# Gangasandra, Gauribidanur
Gangasandra là một làng thuộc tehsil Gauribidanur, huyện Kolar, bang Karnataka, Ấn Độ.